# 中国驻爱丁堡总领事馆
中华人民共和国驻爱丁堡总领事馆（英語：Consulate-General of the People's Republic of China in Edinburgh），简称中国驻爱丁堡总领事馆，是中华人民共和国派驻英国苏格兰爱丁堡的最高级别外交机构。领区包括苏格兰。